# Grupp B i kvalspelet till Europamästerskapet i fotboll för herrar 2008
Tabell och resultat för Grupp B i kvalspelet till Europamästerskapet i fotboll för herrar 2008.

## Tabell
| Nr | Lag ( )   | S  | V | O | F  | GM | IM | MS  | P  |
| -- | --------- | -- | - | - | -- | -- | -- | --- | -- |
| 1  | Italien   | 12 | 9 | 2 | 1  | 22 | 9  | +13 | 29 |
| 2  | Frankrike | 12 | 8 | 2 | 2  | 25 | 5  | +20 | 26 |
| 3  | Skottland | 12 | 8 | 0 | 4  | 21 | 12 | +9  | 24 |
| 4  | Ukraina   | 12 | 5 | 2 | 5  | 18 | 16 | +2  | 17 |
| 5  | Litauen   | 12 | 5 | 1 | 6  | 11 | 13 | −2  | 16 |
| 6  | Georgien  | 12 | 3 | 1 | 8  | 16 | 19 | −3  | 10 |
| 7  | Färöarna  | 12 | 0 | 0 | 12 | 4  | 43 | −39 | 0  |

## Sammanfattning
Grupp B bedömdes på förhand  som en av de svåraste grupperna i kvalet, där det främst av allt sågs fram emot revanschuppgörelserna mellan de två VM-finalisterna Frankrike och Italien som också fick ses som favoriter till första och andraplatsen i gruppen, med Ukraina som en farlig outsider. Men utmaningen mot gruppens favoriter skulle visa sig först och främst komma från Skottland, ett landslag som inte kvalificerat sig till ett större mästerskap sedan VM 1998.
Skottland inledde kvalet med tre raka segrar och särskilt imponerande var den tredje av dem – 1–0 hemma på Hampden Park mot Frankrike. Det var fransmännens första nederlag i en kvalturnering sedan 3–2-förlusten hemma mot Ryssland den 5 juni 1999, i kvalet till EM 2000.
Ukraina fick också en bra start med fyra segrar på sina fem första matcher och dittills toppade de gruppen med samma antal poäng som Skottland och Frankrike. Därefter kom Ukraina in i en sämre period med fyra raka matcher utan seger, varav tre av matcherna var förluster mot värsta konkurrenterna Frankrike, Italien och Skottland, och laget blev därmed i princip avhängt från toppstriden i gruppen.
Världsmästarna från Italien fick en dålig start på turneringen med bara ett poäng på de två första matcherna. Därefter blev det emellertid fem raka segrar vilket tog upp dem till andraplatsen i gruppen efter sju matcher - två poäng efter Frankrike och ett poäng före Skottland.
Resten av turneringen blev en tät uppgörelse mellan dessa tre landslag och de inbördes mötena mellan lagen fick stor betydelse. Frankrike fick först problem efter 0–0 borta mot Italien och 0–1 hemma mot Skottland vilket betydde att de satt på tredjeplatsen och var tvungna att förlita sig på hjälp från andra lag för att ta sig vidare. Hjälpen kom oväntat nog från Georgien som förmådde att besegra Skottland med 2–0 i den tredje sista spelrundan och då Frankrike på samma dag besegrade Litauen med 2–0 i Nantes i en match där Thierry Henry med två mål slog Michel Platinis gamla rekord som meste franska målgörare genom tiderna, kom fransmännen på nytt in i kampen om EM-biljetterna.
I näst sista omgången kunde Skottland säkra sitt eget avancemang genom en hemmaseger mot Italien. Det blev en tät match som italienarna snabbt tog ledningen i genom Luca Toni. Skottlands Barry Ferguson kvitterade efter 65 minuter och skottarna hade flera chanser att avgöra innan italienarna på tilläggstid släckte allt hopp om ett skotskt avancemang genom att fastställa matchens slutresultat 2–1. Christian Panuccis målnick gjorde att de två VM-finalisterna istället blev klara att gå vidare från gruppen oavsett hur den sista omgången skulle gå.

## Resultat
|  | 16 augusti 2006 18:00 | Färöarna | 0–6 | Georgien                                                                  | Svangaskard Stadium, Toftir             |                                         |
|  |                       |          |     | Kankava (16) Iashvili (18) S. Arveladze (37, 62, 82) Kobiashvili (str 51) | Publik: 2 114 Domare: Ross (Nordirland) | Publik: 2 114 Domare: Ross (Nordirland) |
|  |                       |          |     |                                                                           | Publik: 2 114 Domare: Ross (Nordirland) | Publik: 2 114 Domare: Ross (Nordirland) |
|  |                       |          |     |                                                                           | Publik: 2 114 Domare: Ross (Nordirland) | Publik: 2 114 Domare: Ross (Nordirland) |

|  | 2 september 2006 15:00 | Skottland                                                                  | 6–0 | Färöarna | Celtic Park, Glasgow                     |                                          |
|  |                        | Fletcher (7) McFadden (10) Boyd (str 24, 38) Miller (str 30) O'Connor (85) |     |          | Publik: 50 094 Domare: Egorov (Ryssland) | Publik: 50 094 Domare: Egorov (Ryssland) |
|  |                        |                                                                            |     |          | Publik: 50 094 Domare: Egorov (Ryssland) | Publik: 50 094 Domare: Egorov (Ryssland) |
|  |                        |                                                                            |     |          | Publik: 50 094 Domare: Egorov (Ryssland) | Publik: 50 094 Domare: Egorov (Ryssland) |

|  | 2 september 2006 20:00 | Georgien | 0–3 | Frankrike                            | Boris Paitjadze-stadion, Tbilisi                |                                                 |
|  |                        |          |     | Malouda (7) Saha (15) Astani sm (46) | Publik: 65 000 Domare: Wegereef (Nederländerna) | Publik: 65 000 Domare: Wegereef (Nederländerna) |
|  |                        |          |     |                                      | Publik: 65 000 Domare: Wegereef (Nederländerna) | Publik: 65 000 Domare: Wegereef (Nederländerna) |
|  |                        |          |     |                                      | Publik: 65 000 Domare: Wegereef (Nederländerna) | Publik: 65 000 Domare: Wegereef (Nederländerna) |

|  | 2 september 2006 20:50 | Italien      | 1–1 | Litauen           | San Paolo-stadion, Neapel                |                                          |
|  |                        | Inzaghi (30) |     | Danilevičius (21) | Publik: 60 000 Domare: Hansson (Sverige) | Publik: 60 000 Domare: Hansson (Sverige) |
|  |                        |              |     |                   | Publik: 60 000 Domare: Hansson (Sverige) | Publik: 60 000 Domare: Hansson (Sverige) |
|  |                        |              |     |                   | Publik: 60 000 Domare: Hansson (Sverige) | Publik: 60 000 Domare: Hansson (Sverige) |

|  | 6 september 2006 19:00 | Ukraina                               | 3–2 | Georgien                       | Olympiastadion, Kiev                   |                                        |
|  |                        | Sjevtjenko (31) Rotan (61) Rusol (80) |     | Arveladze (38) Demetradze (60) | Publik: 40 000 Domare: Jara (Tjeckien) | Publik: 40 000 Domare: Jara (Tjeckien) |
|  |                        |                                       |     |                                | Publik: 40 000 Domare: Jara (Tjeckien) | Publik: 40 000 Domare: Jara (Tjeckien) |
|  |                        |                                       |     |                                | Publik: 40 000 Domare: Jara (Tjeckien) | Publik: 40 000 Domare: Jara (Tjeckien) |

|  | 6 september 2006 19:30 | Litauen      | 1–2 | Skottland               | S.Dariaus ir S.Girėno Stadium, Kaunas    |                                          |
|  |                        | Miceika (85) |     | Dailly (46) Miller (62) | Publik: 6 500 Domare: Hrinak (Slovakien) | Publik: 6 500 Domare: Hrinak (Slovakien) |
|  |                        |              |     |                         | Publik: 6 500 Domare: Hrinak (Slovakien) | Publik: 6 500 Domare: Hrinak (Slovakien) |
|  |                        |              |     |                         | Publik: 6 500 Domare: Hrinak (Slovakien) | Publik: 6 500 Domare: Hrinak (Slovakien) |

|  | 6 september 2006 21:00 | Frankrike                | 3–1 | Italien        | Stade de France, Saint-Denis             |                                          |
|  |                        | Govou (2, 55) Henry (18) |     | Gilardino (20) | Publik: 78 800 Domare: Fandel (Tyskland) | Publik: 78 800 Domare: Fandel (Tyskland) |
|  |                        |                          |     |                | Publik: 78 800 Domare: Fandel (Tyskland) | Publik: 78 800 Domare: Fandel (Tyskland) |
|  |                        |                          |     |                | Publik: 78 800 Domare: Fandel (Tyskland) | Publik: 78 800 Domare: Fandel (Tyskland) |

|  | 7 oktober 2006 21:00 | Färöarna | 0–1 | Litauen     | Tórsvøllur, Tórshavn                    |                                         |
|  |                      |          |     | Skerla (89) | Publik: 1 982 Domare: Buttimer (Irland) | Publik: 1 982 Domare: Buttimer (Irland) |
|  |                      |          |     |             | Publik: 1 982 Domare: Buttimer (Irland) | Publik: 1 982 Domare: Buttimer (Irland) |
|  |                      |          |     |             | Publik: 1 982 Domare: Buttimer (Irland) | Publik: 1 982 Domare: Buttimer (Irland) |

|  | 7 oktober 2006 17:00 | Skottland     | 1–0 | Frankrike | Hampden Park, Glasgow                    |                                          |
|  |                      | Caldwell (67) |     |           | Publik: 52 500 Domare: Busacca (Schweiz) | Publik: 52 500 Domare: Busacca (Schweiz) |
|  |                      |               |     |           | Publik: 52 500 Domare: Busacca (Schweiz) | Publik: 52 500 Domare: Busacca (Schweiz) |
|  |                      |               |     |           | Publik: 52 500 Domare: Busacca (Schweiz) | Publik: 52 500 Domare: Busacca (Schweiz) |

|  | 7 oktober 2006 20:50 | Italien                 | 2–0 | Ukraina | Olympiastadion, Rom                        |                                            |
|  |                      | Oddo (str 71) Toni (79) |     |         | Publik: 49 149 Domare: Vassaras (Grekland) | Publik: 49 149 Domare: Vassaras (Grekland) |
|  |                      |                         |     |         | Publik: 49 149 Domare: Vassaras (Grekland) | Publik: 49 149 Domare: Vassaras (Grekland) |
|  |                      |                         |     |         | Publik: 49 149 Domare: Vassaras (Grekland) | Publik: 49 149 Domare: Vassaras (Grekland) |

|  | 11 oktober 2006 19:00 | Ukraina                         | 2–0 | Skottland | Olympiastadion, Kiev                     |                                          |
|  |                       | Kucher (60) Sjevtjenko (str 90) |     |           | Publik: 55 000 Domare: Hansson (Sverige) | Publik: 55 000 Domare: Hansson (Sverige) |
|  |                       |                                 |     |           | Publik: 55 000 Domare: Hansson (Sverige) | Publik: 55 000 Domare: Hansson (Sverige) |
|  |                       |                                 |     |           | Publik: 55 000 Domare: Hansson (Sverige) | Publik: 55 000 Domare: Hansson (Sverige) |

|  | 11 oktober 2006 19:00 | Georgien           | 1–3 | Italien                                     | Boris Paitjadze-stadion, Tbilisi       |                                        |
|  |                       | Shashiashvili (26) |     | De Rossi (18) Camoranesi (63) Perrotta (71) | Publik: 50 000 Domare: Riley (England) | Publik: 50 000 Domare: Riley (England) |
|  |                       |                    |     |                                             | Publik: 50 000 Domare: Riley (England) | Publik: 50 000 Domare: Riley (England) |
|  |                       |                    |     |                                             | Publik: 50 000 Domare: Riley (England) | Publik: 50 000 Domare: Riley (England) |

|  | 11 oktober 2006 19:00 | Frankrike                                          | 5–0 | Färöarna | Stade Auguste Bonal, Montbéliard            |                                             |
|  |                       | Saha (1) Henry (22) Anelka (77) Trézéguet (78, 84) |     |          | Publik: 19 314 Domare: Corpodean (Rumänien) | Publik: 19 314 Domare: Corpodean (Rumänien) |
|  |                       |                                                    |     |          | Publik: 19 314 Domare: Corpodean (Rumänien) | Publik: 19 314 Domare: Corpodean (Rumänien) |
|  |                       |                                                    |     |          | Publik: 19 314 Domare: Corpodean (Rumänien) | Publik: 19 314 Domare: Corpodean (Rumänien) |

|  | 24 mars, 2007 15:00 BST | Skottland            | 2–1 | Georgien      | Hampden Park, Glasgow Publik: 50 850 Domare: Vollquartz (Danmark) |  |
|  |                         | Boyd 11' Beattie 89' |     | Arveladze 41' |                                                                   |  |
|  |                         |                      |     |               |                                                                   |  |
|  |                         |                      |     |               |                                                                   |  |

|  | 24 mars, 2007 15:00 WEST | Färöarna | 0–2 | Ukraina                 | Svangaskard Stadium, Toftir Publik:717 Domare: Skomina (Slovenien) |  |
|  |                          |          |     | Yezerskiy 20' Gusev 57' |                                                                    |  |
|  |                          |          |     |                         |                                                                    |  |
|  |                          |          |     |                         |                                                                    |  |

|  | 24 mars, 2007 19:00 EEST | Litauen | 0–1 | Frankrike  | S.Darius and S.Girėnas Stadium, Kaunas Publik:8 000 Domare: Webb (England) |  |
|  |                          |         |     | Anelka 73' |                                                                            |  |
|  |                          |         |     |            |                                                                            |  |
|  |                          |         |     |            |                                                                            |  |

|  | 28 mars, 2007 18:00 EEST | Ukraina    | 1–0     | Litauen | Chornomorets Stadium, Odessa Publik: 33 600 Domare: Meyer (Tyskland) |  |
|  |                          | Husyev 47' | Rapport |         |                                                                      |  |
|  |                          |            |         |         |                                                                      |  |
|  |                          |            |         |         |                                                                      |  |

|  | 28 mars, 2007 18:00 UTC+3 | Georgien                              | 3–1     | Färöarna        | Boris Paitjadze-stadion, Tbilisi Publik: 15 000 Domare: Saliy (Kazakstan) |  |
|  |                           | Siradze 25' Iashvili 46', 90+5' (str) | Rapport | R. Jacobsen 57' |                                                                           |  |
|  |                           |                                       |         |                 |                                                                           |  |
|  |                           |                                       |         |                 |                                                                           |  |

|  | 28 mars, 2007 20:50 CEST | Italien       | 2–0     | Skottland | Stadio San Nicola, Bari Publik: 37 500 Domare: De Bleeckere (Belgien) |  |
|  |                          | Toni 12', 70' | Rapport |           |                                                                       |  |
|  |                          |               |         |           |                                                                       |  |
|  |                          |               |         |           |                                                                       |  |

|  | 2 juni, 2007 21:00 EEST | Litauen        | 1–0     | Georgien | S.Darius and S.Girėnas, Kaunas Publik: 6 000 Domare: Circhetta (Schweiz) |  |
|  |                         | Mikoliūnas 78' | Rapport |          |                                                                          |  |
|  |                         |                |         |          |                                                                          |  |
|  |                         |                |         |          |                                                                          |  |

|  | 2 juni, 2007 21:00 CEST | Frankrike             | 2–0     | Ukraina | Stade de France, Saint-Denis Publik: 80 051 Domare: Medina (Spanien) |  |
|  |                         | Ribéry 57' Anelka 71' | Rapport |         |                                                                      |  |
|  |                         |                       |         |         |                                                                      |  |
|  |                         |                       |         |         |                                                                      |  |

|  | 2 juni, 2007 19:45 WEST | Färöarna        | 1–2     | Italien           | Tórsvøllur, Tórshavn Publik: 5 987 Domare: Malek (Polen) |  |
|  |                         | R. Jacobsen 77' | Rapport | Inzaghi 12' , 48' |                                                          |  |
|  |                         |                 |         |                   |                                                          |  |
|  |                         |                 |         |                   |                                                          |  |

|  | 6 juni, 2007 17:15 WEST | Färöarna | 0–2     | Skottland                | Svangaskard, Toftir Publik: 4 600 Domare: Kasnaferis (Grekland) |  |
|  |                         |          | Rapport | Maloney 31' O'Connor 35' |                                                                 |  |
|  |                         |          |         |                          |                                                                 |  |
|  |                         |          |         |                          |                                                                 |  |

|  | 6 juni, 2007 21:00 CEST | Frankrike | 1–0     | Georgien | Stade de l'Abbé Deschamps, Auxerre Publik: 21 000 Domare: Batista (Portugal) |  |
|  |                         | Nasri 33' | Rapport |          |                                                                              |  |
|  |                         |           |         |          |                                                                              |  |
|  |                         |           |         |          |                                                                              |  |

|  | 6 juni, 2007 21:45 EEST | Litauen | 0–2     | Italien               | S.Darius and S.Girėnas, Kaunas Publik: 7 000 Domare: Vink (Nederländerna) |  |
|  |                         |         | Rapport | Quagliarella 31', 45' |                                                                           |  |
|  |                         |         |         |                       |                                                                           |  |
|  |                         |         |         |                       |                                                                           |  |

|  | 8 september 2007 19:00 | Georgien     | 1–1 | Ukraina      | Boris Paitjadze-stadion, Tbilisi      |                                       |
|  |                        | Siradze (87) |     | Shelayev (7) | Publik: 25 000 Domare: Webb (England) | Publik: 25 000 Domare: Webb (England) |
|  |                        |              |     |              | Publik: 25 000 Domare: Webb (England) | Publik: 25 000 Domare: Webb (England) |
|  |                        |              |     |              | Publik: 25 000 Domare: Webb (England) | Publik: 25 000 Domare: Webb (England) |

|  | 8 september 2007 20:00 | Skottland                            | 3–1 | Litauen                 | Hampden Park, Glasgow                      |                                            |
|  |                        | Boyd (31) McManus (77) McFadden (83) |     | Danilevičius (61) (str) | Publik: 51 349 Domare: Skomina (Slovenien) | Publik: 51 349 Domare: Skomina (Slovenien) |
|  |                        |                                      |     |                         | Publik: 51 349 Domare: Skomina (Slovenien) | Publik: 51 349 Domare: Skomina (Slovenien) |
|  |                        |                                      |     |                         | Publik: 51 349 Domare: Skomina (Slovenien) | Publik: 51 349 Domare: Skomina (Slovenien) |

|  | 8 september 2007 20:50 | Italien | 0–0 | Frankrike | Stadio Giuseppe Meazza, Milano            |  |
|  |                        |         |     |           | Publik: 80 000 Domare: Micheľ (Slovakien) |  |
|  |                        |         |     |           |                                           |  |
|  |                        |         |     |           |                                           |  |

|  | 12 september 2007 20:00 | Litauen                          | 2–1 | Färöarna        | S.Darius and S.Girėnas, Kaunas             |                                            |
|  |                         | Jankauskas (8) Danilevičius (52) |     | Jacobsen (90+3) | Publik: 4 000 Domare: Georgiev (Bulgarien) | Publik: 4 000 Domare: Georgiev (Bulgarien) |
|  |                         |                                  |     |                 | Publik: 4 000 Domare: Georgiev (Bulgarien) | Publik: 4 000 Domare: Georgiev (Bulgarien) |
|  |                         |                                  |     |                 | Publik: 4 000 Domare: Georgiev (Bulgarien) | Publik: 4 000 Domare: Georgiev (Bulgarien) |

|  | 12 september 2007 21:45 | Ukraina         | 1–2 | Italien              | NSC Olimpiysky, Kiev                  |                                       |
|  |                         | Shevchenko (71) |     | Di Natale (41), (77) | Publik: 41 500 Domare: Webb (England) | Publik: 41 500 Domare: Webb (England) |
|  |                         |                 |     |                      | Publik: 41 500 Domare: Webb (England) | Publik: 41 500 Domare: Webb (England) |
|  |                         |                 |     |                      | Publik: 41 500 Domare: Webb (England) | Publik: 41 500 Domare: Webb (England) |

|  | 12 september 2007 21:00 | Frankrike | 0–1 | Skottland     | Parc des Princes, Paris                   |                                           |
|  |                         |           |     | McFadden (64) | Publik: 42 000 Domare: Plautz (Österrike) | Publik: 42 000 Domare: Plautz (Österrike) |
|  |                         |           |     |               | Publik: 42 000 Domare: Plautz (Österrike) | Publik: 42 000 Domare: Plautz (Österrike) |
|  |                         |           |     |               | Publik: 42 000 Domare: Plautz (Österrike) | Publik: 42 000 Domare: Plautz (Österrike) |

|  | 13 oktober 2007 15:00 | Skottland                               | 3–1 | Ukraina         | Hampden Park, Glasgow                       |                                             |
|  |                       | Miller (4) McCulloch (10) McFadden (68) |     | Shevchenko (24) | Publik: 50 589 Domare: Vink (Nederländerna) | Publik: 50 589 Domare: Vink (Nederländerna) |
|  |                       |                                         |     |                 | Publik: 50 589 Domare: Vink (Nederländerna) | Publik: 50 589 Domare: Vink (Nederländerna) |
|  |                       |                                         |     |                 | Publik: 50 589 Domare: Vink (Nederländerna) | Publik: 50 589 Domare: Vink (Nederländerna) |

|  | 13 oktober 2007 16:00 | Färöarna | 0–6 | Frankrike                                                           | Tórsvøllur, Tórshavn                     |                                          |
|  |                       |          |     | Anelka (6) Henry (8) Benzema (50), (81) Rothen (66) Ben Arfa (90+4) | Publik: 8 076 Domare: Rossi (San Marino) | Publik: 8 076 Domare: Rossi (San Marino) |
|  |                       |          |     |                                                                     | Publik: 8 076 Domare: Rossi (San Marino) | Publik: 8 076 Domare: Rossi (San Marino) |
|  |                       |          |     |                                                                     | Publik: 8 076 Domare: Rossi (San Marino) | Publik: 8 076 Domare: Rossi (San Marino) |

|  | 13 oktober 2007 20:50 | Italien                | 2–0 | Georgien | Stadio Luigi Ferraris, Genua                  |                                               |
|  |                       | Pirlo (44) Grosso (84) |     |          | Publik: 23 057 Domare: Megía Dávila (Spanien) | Publik: 23 057 Domare: Megía Dávila (Spanien) |
|  |                       |                        |     |          | Publik: 23 057 Domare: Megía Dávila (Spanien) | Publik: 23 057 Domare: Megía Dávila (Spanien) |
|  |                       |                        |     |          | Publik: 23 057 Domare: Megía Dávila (Spanien) | Publik: 23 057 Domare: Megía Dávila (Spanien) |

|  | 17 oktober 2007 19:00 | Ukraina                                              | 5–0 | Färöarna | Olympastadion, Kiev                  |                                      |
|  |                       | Kalynychenko (40) (49) Husyev (43) (45) Vorobei (64) |     |          | Publik: 3 000 Domare: Jakov (Israel) | Publik: 3 000 Domare: Jakov (Israel) |
|  |                       |                                                      |     |          | Publik: 3 000 Domare: Jakov (Israel) | Publik: 3 000 Domare: Jakov (Israel) |
|  |                       |                                                      |     |          | Publik: 3 000 Domare: Jakov (Israel) | Publik: 3 000 Domare: Jakov (Israel) |

|  | 17 oktober 2007 21:00 | Georgien                     | 2–0 | Skottland | Boris Paitjadze-stadion, Tbilisi          |                                           |
|  |                       | Mchedlidze (16) Siradze (64) |     |           | Publik: 36 500 Domare: Kircher (Tyskland) | Publik: 36 500 Domare: Kircher (Tyskland) |
|  |                       |                              |     |           | Publik: 36 500 Domare: Kircher (Tyskland) | Publik: 36 500 Domare: Kircher (Tyskland) |
|  |                       |                              |     |           | Publik: 36 500 Domare: Kircher (Tyskland) | Publik: 36 500 Domare: Kircher (Tyskland) |

|  | 17 oktober 2007 21:00 | Frankrike        | 2–0 | Litauen | Stade de la Beaujoire, Nantes          |                                        |
|  |                       | Henry (80), (81) |     |         | Publik: 36 350 Domare: Kassai (Ungern) | Publik: 36 350 Domare: Kassai (Ungern) |
|  |                       |                  |     |         | Publik: 36 350 Domare: Kassai (Ungern) | Publik: 36 350 Domare: Kassai (Ungern) |
|  |                       |                  |     |         | Publik: 36 350 Domare: Kassai (Ungern) | Publik: 36 350 Domare: Kassai (Ungern) |

|  | 17 november 2007 17:00 | Skottland     | 1–2 | Italien                 | Hampden Park, Glasgow                            |                                                  |
|  |                        | Ferguson (65) |     | Toni (2) Panucci (90+1) | Publik: 51 301 Domare: Mejuto González (Spanien) | Publik: 51 301 Domare: Mejuto González (Spanien) |
|  |                        |               |     |                         | Publik: 51 301 Domare: Mejuto González (Spanien) | Publik: 51 301 Domare: Mejuto González (Spanien) |
|  |                        |               |     |                         | Publik: 51 301 Domare: Mejuto González (Spanien) | Publik: 51 301 Domare: Mejuto González (Spanien) |

|  | 17 november 2007 20:00 | Litauen                        | 2–0 | Ukraina | S.Darius and S.Girėnas, Kaunas         |                                        |
|  |                        | Savėnas (41) Danilevičius (67) |     |         | Publik: 3 000 Domare: Malcolm (Irland) | Publik: 3 000 Domare: Malcolm (Irland) |
|  |                        |                                |     |         | Publik: 3 000 Domare: Malcolm (Irland) | Publik: 3 000 Domare: Malcolm (Irland) |
|  |                        |                                |     |         | Publik: 3 000 Domare: Malcolm (Irland) | Publik: 3 000 Domare: Malcolm (Irland) |

|  | 21 november 2007 19:30 | Georgien | 0–2 | Litauen                  | Boris Paitjadze-stadion, Tbilisi              |                                               |
|  |                        |          |     | Kšanavičius (52), (90+6) | Publik: 30 000 Domare: Krstevski (Makedonien) | Publik: 30 000 Domare: Krstevski (Makedonien) |
|  |                        |          |     |                          | Publik: 30 000 Domare: Krstevski (Makedonien) | Publik: 30 000 Domare: Krstevski (Makedonien) |
|  |                        |          |     |                          | Publik: 30 000 Domare: Krstevski (Makedonien) | Publik: 30 000 Domare: Krstevski (Makedonien) |

|  | 21 november 2007 20:30 | Italien                                | 3–1 | Färöarna         | Stadio Alberto Braglia, Modena          |                                         |
|  |                        | Självmål (11) Toni (36) Chiellini (41) |     | R. Jacobsen (83) | Publik: 19 000 Domare: Meyer (Tyskland) | Publik: 19 000 Domare: Meyer (Tyskland) |
|  |                        |                                        |     |                  | Publik: 19 000 Domare: Meyer (Tyskland) | Publik: 19 000 Domare: Meyer (Tyskland) |
|  |                        |                                        |     |                  | Publik: 19 000 Domare: Meyer (Tyskland) | Publik: 19 000 Domare: Meyer (Tyskland) |

|  | 21 november 2007 21:30 | Ukraina                      | 2–2 | Frankrike             | NSC Olympiyskiy, Kiev                 |                                       |
|  |                        | Voronin (14) Shevchenko (46) |     | Henry (20) Govou (34) | Publik: 30 000 Domare: Øvrebø (Norge) | Publik: 30 000 Domare: Øvrebø (Norge) |
|  |                        |                              |     |                       | Publik: 30 000 Domare: Øvrebø (Norge) | Publik: 30 000 Domare: Øvrebø (Norge) |
|  |                        |                              |     |                       | Publik: 30 000 Domare: Øvrebø (Norge) | Publik: 30 000 Domare: Øvrebø (Norge) |

## Skytteliga
6 mål
- Thierry Henry

5 mål
- Sjota Arveladze
- Luca Toni
- Andrij Sjevtjenko

4 mål
- Nicolas Anelka
- Rógvi Jacobsen
- Tomas Danilevičius
- Kris Boyd, James McFadden
- Oleh Husiev

3 mål
- Sidney Govou
- Alexander Iashvili, David Siradze
- Filippo Inzaghi
- Kenny Miller

2 mål
- Karim Benzema, Louis Saha, David Trézéguet
- Antonio Di Natale, Fabio Quagliarella
- Audrius Kšanavičius
- Garry O'Connor
- Maksym Kalynychenko

1 mål
- Hatem Ben Arfa, Florent Malouda, Samir Nasri, Franck Ribéry, Jérôme Rothen
- Georgi Demetradze, Levan Kobiashvili, Levan Mchedlidze, Davit Mujiri, Georgi Shashiashvili
- Mauro Camoranesi, Giorgio Chiellini, Daniele De Rossi, Alberto Gilardino, Fabio Grosso, Massimo Oddo, Christian Panucci, Simone Perrotta, Andrea Pirlo
- Edgaras Jankauskas, Darius Miceika, Saulius Mikoliūnas, Mantas Savėnas, Andrius Skerla
- Craig Beattie, Gary Caldwell, Christian Dailly, Barry Ferguson, Darren Fletcher, Shaun Maloney, Lee McCulloch, Stephen McManus
- Oleksandr Kucher, Ruslan Rotan, Andriy Rusol, Oleh Shelayev, Andriy Vorobei, Andrij Voronin, Volodymyr Yezerskiy

Självmål
- Fróði Benjaminsen (för Italien)
- Malkhaz Asatiani (för Frankrike)